# Lokva (Knjaževac)
Pour les articles homonymes, voir Lokva.
Lokva (en serbe cyrillique : Локва) est un village de Serbie situé dans la municipalité de Knjaževac, district de Zaječar. Au recensement de 2011, il comptait 42 habitants.

## Démographie
| 1948 | 1953 | 1961 | 1971 | 1981 | 1991 | 2002 | 2011 |
| ---- | ---- | ---- | ---- | ---- | ---- | ---- | ---- |
| 395  | 373  | 313  | 256  | 177  | 106  | 69   | 42   |

|  |